# إيفا ماكنزي
إيفا ماكنزي (بالإنجليزية: Eva McKenzie)‏ هي ممثلة أمريكية، ولدت في 5 نوفمبر 1889 في الولايات المتحدة، وتوفيت في 15 سبتمبر 1967 بهوليوود في الولايات المتحدة.

## وصلات خارجية
- إيفا ماكنزي على موقع IMDb (الإنجليزية)
- إيفا ماكنزي على موقع أول موفي (الإنجليزية)
- إيفا ماكنزي على موقع قاعدة بيانات الفيلم (الإنجليزية)
- إيفا ماكنزي على موقع كينوبويسك (الروسية)